# طلا در مس
طلا در مس نام کتابی سه جلدی از رضا براهنی است.

## موضوع کتاب طلا در مس
براهنی در این کتاب به بررسی تاریخ شعر فارسی شامل شعر کلاسیک و شعر مدرن ایران پرداخته و اشعار شعرای ایرانی را نقد کرده‌است.

## فهرست شاعران
شاعرانی که اشعارشان در این کتاب نقد شده:
- نیما یوشیج
- فریدون توللی
- احمد شاملو
- نادر نادرپور
- مهدی اخوان‌ثالث
- فروغ فرخزاد
- سیاوش کسرایی
- فریدون مشیری
- منوچهر آتشی
- م. آزاد
- یدالله رویایی
- سیروس آتابای
- محمدعلی سپانلو
- مفتون امینی
- احمدرضا احمدی
- سهراب سپهری